# 무라코시 나오요시
무라코시 나오요시(일본어: 村越直吉, 1564년 4월 18일 ~ 1614년 5월 19일)는 아즈치모모야마 시대부터 에도 시대 초기까지 활동한 일본의 무장이자 정치인으로, 특히 도쿠가와 가문을 섬긴 측근 중 한 명으로 알려져 있다. 그는 미카와국 출신으로, 어릴 적부터 도쿠가와 이에야스의  아래서 성장하며 신뢰를 얻었고, 성실함과 충성심으로 점차 가신으로서의 입지를 굳혀갔다. 무라코시 나오요시는 주로 행정적 일이나 내정 부문에서 활약했으며, 전투 현장에서 이름을 크게 떨치기보다는 주군을 보좌하는 내정 관료형 무장으로 평가받는다. 그는 도쿠가와 이에야스가 오다 노부나가와 연합한 이후 전개된 정치적 갈등과 권력 다툼 속에서도 일관되게 도쿠가와 측에 충성을 다했으며, 세키가하라 전투 이후 도쿠가와 막부가 성립되면서 그공을 인정받아 고케닌으로 중용됐다. 이후 무라코시 나오요시는 에도 막부 초기의 관료 체제 정비와 지방 통치의 틀을 마련하는 데 중요한 역할을 했다. 특히 그는 정치적 중재자 역할을 맡아, 다양한 다이묘 간의 갈등을 조정하고 막부의 권위를 확립하는 데 기여했다. 일부 기록에 따르면 그는 막부의 초기 재정 체계나 사무 절차를 마련하는 데도 참여한 것으로 보인다. 무라코시 나오요시는 무인이면서도 문치적인 성향을 강하게 띠고 있었기 때문에, 전통적인 무장의 이미지와는 다소 거리가 있을 수 있지만, 그의 존재는 도쿠가와 정권이 군사력뿐 아니라 행정력에 의해서도 유지됐음을 보여주는 좋은 예다. 그는 겸손하고 실무에 밝은 인물로 묘사되며, 그의 리더십은 강압적 통치보다는 조율과 설득에 기반을 두었다고 전해진다. 또한 사적으로는 검소하고 질서 정연한 삶을 살았으며, 주변 인물들에게 신뢰를 받은 인물로 평가된다. 그는 1614년 5월 19일에 사망했는데, 그의 죽음은 도쿠가와 정권 내부에서도 아쉬움으로 받아들여졌다고 한다. 무라코시 나오요시의 죽음 이후에도 그의 자손들은 에도 막부에서 하급 무사나 행정 관료로서 계속 봉사했으며, 그의 이름은 무명의 관료였음에도 불구하고 막부 초기 형성기에 중요한 역할을 한 인물로 기억되고 있다.